# Ñeembucú
Ñeembucú je jedan od 17 okruga u Paragvaju. Središte okruga je u gradu Pilaru. 

## Zemljopis
Okrug se nalazi u jugozapadnom dijelu Paragvaja na granici s Argentinom. Ñeembucú se proteže na 12.147 km² te je deseti po veličini paragvajski okrug.

## Stanovništvo
Prema podacima iz 2009. godine u okrugu živi 83.504 stanovnika dok je prosječna gustoća naseljenosti 6,87 stanovnika na km². 

## Administrativna podjela
Okrug je podjeljen na 16 distrikta:
| Distrikt                       | Stanovništvo (2002.) |
| ------------------------------ | -------------------- |
| Alberdi                        | 7.283                |
| Cerrito                        | 4.647                |
| Desmochados                    | 1.613                |
| General José Eduvigis Díaz     | 3.642                |
| Guazú Cuá                      | 1.928                |
| Humaitá                        | 2.888                |
| Isla Umbú                      | 2.784                |
| Laureles                       | 3.241                |
| Mayor José J. Martínez         | 3.904                |
| Paso de Patria                 | 1.708                |
| Pilar                          | 27.980               |
| San Juan Bautista del Ñeembucú | 5.185                |
| Tacuaras                       | 3.280                |
| Villa Franca                   | 1.920                |
| Villa Oliva                    | 3.254                |
| Villalbín                      | 2.091                |